# Franciszek Horodyski (malarz)
Franciszek Horodyski (ur. 4 marca 1871 w Tłusteńku, pow. husiatyński, zm. 28 września 1935 we Lwowie) – polski malarz portrecista, malował również krajobrazy Podola i Zakopanego.

## Życiorys
W C.K. Wyższym Gimnazjum w Tarnopolu w 1884 ukończył IIIb klasę, w 1885 – IV), w 1886 – V, w 1889 złożył maturę. Początkowo studiował na wydziale prawa  na Uniwersytecie Jagiellońskim (1889–1891). Studia przerwał i wyjechał do Monachium. Tam studiował malarstwo pod kierunkiem Fraza Lenbacha i Stanisława Grocholskiego. Kolegował się z Janem Henrykiem Rosenem, Józefem Brandtem i Władysławem Czachórskim. Studia te uzupełniał w Wiedniu w latach 1908–1912. Po powrocie do kraju mieszkał w Trybuchowcach, których był właścicielem (1912–1914), krótko we Lwowie (1914) i Zakopanem (1915-1918). Odbył także szereg podróży studialnych po Włoszech, Francji i Szwajcarii. W okresie międzywojennym mieszkał na stałe we Lwowie.
Malował głównie obrazy olejne, czasami także pastele. Ich tematem były sceny rodzajowe, krajobrazy z Podola i okolic Zakopanego. Był także uznanym portrecistą - wykonał ponad dwieście portretów. Swoje obrazy podpisywał inicjałami „F.H.” (głównie pejzaże o małym formacie) i „Horodyski” (na portretach). Prace swoje wystawiał w Monachium, w Zachęcie w Warszawie, we Lwowie, Zakopanem i Krakowie. Do ważniejszych jego prac należą  Autoportret (1906), portrety matki, żony, córki, Dawida Abrahamowicza i starca.
Jego dzieła znajdują się m.in. we Lwowskiej Galerii Obrazów. Od 1920 był kawalerem maltańskim.

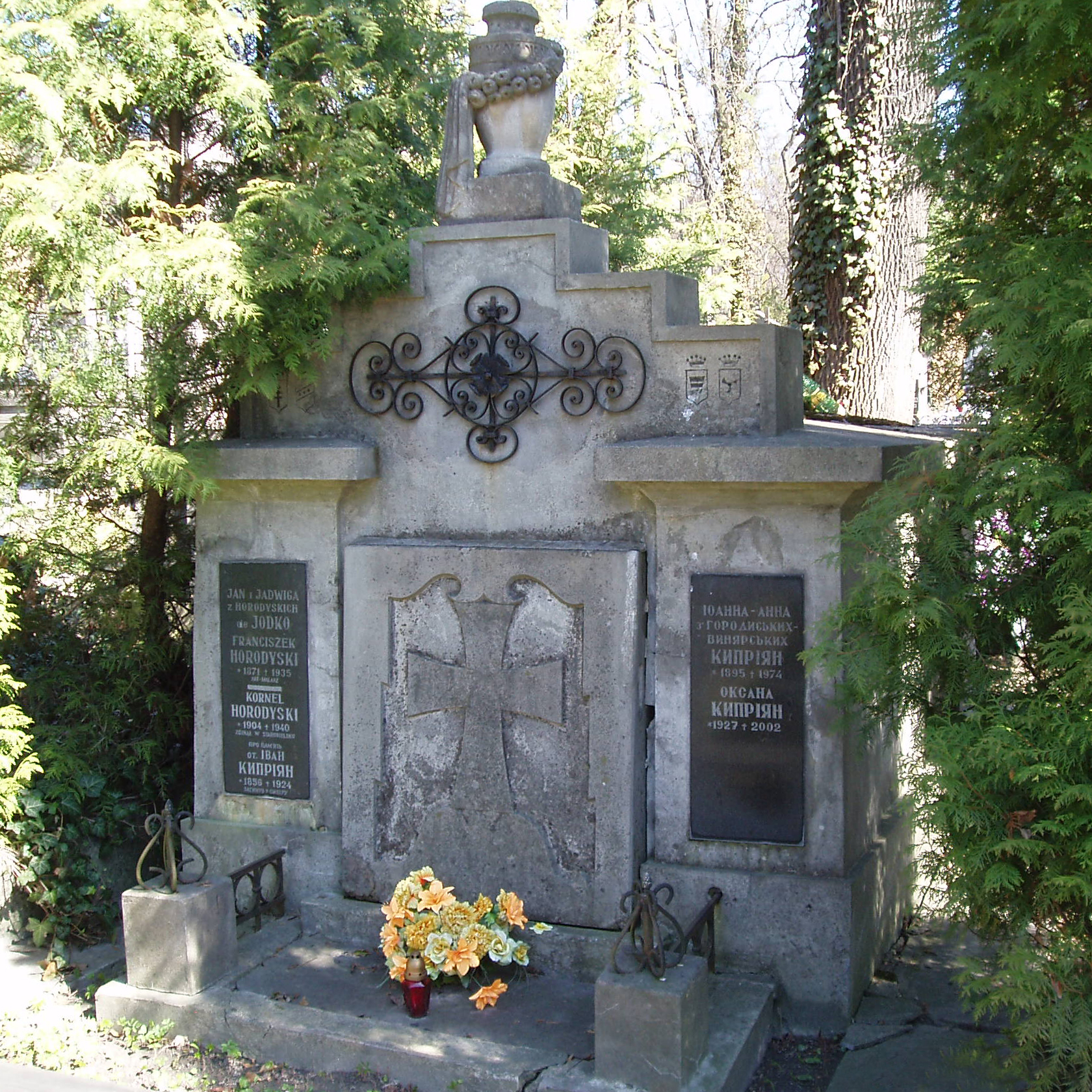
Grób Franciszka Horodyskiego na Cmentarzu Łyczakowskim

Pochowany w grobowcu rodzinnym na Cmentarzu Łyczakowskim we Lwowie.

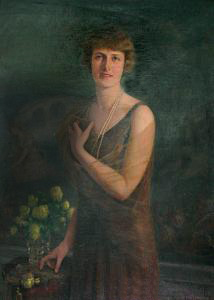
Portret kobiety z perłowym naszyjnikiem

## Życie prywatne
Urodził się w rodzinie ziemiańskiej. Syn Kornela i Leonii z Garnyszów. W 1903 ożenił się z Martą Jodko-Narkiewicz, miał z nią syna ziemianina Kornela (1904-1940) i córkę artystkę-rzeźbiarkę Jadwigę (1905-1973). Jego wnuczką była Jadwiga Wołkowicka (1932-2006), nauczycielka w Krzeszowicach, kapitan żeglugi jachtowej.